# Liste der Bodendenkmale in Hanerau-Hademarschen
In der Liste der Bodendenkmale in Hanerau-Hademarschen sind die Bodendenkmale der Gemeinde Hanerau-Hademarschen nach dem Stand der Bodendenkmalliste des Archäologischen Landesamts Schleswig-Holstein von 2016 aufgelistet. Die Baudenkmale sind in der Liste der Kulturdenkmale in Hanerau-Hademarschen aufgeführt.
| Denkmal-ID           | Befundart               | Bezeichnung   | Zeitstellung                 | Lage | Bemerkungen | Bild |
| -------------------- | ----------------------- | ------------- | ---------------------------- | ---- | ----------- | ---- |
| aKD-ALSH-Nr. 003 171 | Grabmal > Grabhügel     | Grabhügel     | Vor- und/oder Frühgeschichte |      |             |      |
| aKD-ALSH-Nr. 003 172 | Grabmal > Grabhügel     | Grabhügel     | Vor- und/oder Frühgeschichte |      |             |      |
| aKD-ALSH-Nr. 003 173 | Grabmal > Grabhügel     | Grabhügel     | Vor- und/oder Frühgeschichte |      |             |      |
| aKD-ALSH-Nr. 003 174 | Grabmal > Grabhügel     | Grabhügel     | Vor- und/oder Frühgeschichte |      |             |      |
| aKD-ALSH-Nr. 003 175 | Grabmal > Grabhügel     | Grabhügel     | Vor- und/oder Frühgeschichte |      |             |      |
| aKD-ALSH-Nr. 003 176 | Grabmal > Grabhügel     | Grabhügel     | Vor- und/oder Frühgeschichte |      |             |      |
| aKD-ALSH-Nr. 003 177 | Grabmal > Grabhügel     | Grabhügel     | Vor- und/oder Frühgeschichte |      |             |      |
| aKD-ALSH-Nr. 003 178 | Grabmal > Grabhügel     | Grabhügel     | Vor- und/oder Frühgeschichte |      |             |      |
| aKD-ALSH-Nr. 003 179 | Grabmal > Grabhügel     | Grabhügel     | Vor- und/oder Frühgeschichte |      |             |      |
| aKD-ALSH-Nr. 003 180 | Grabmal > Grabhügel     | Grabhügel     | Vor- und/oder Frühgeschichte |      |             |      |
| aKD-ALSH-Nr. 003 181 | Grabmal > Grabhügel     | Grabhügel     | Vor- und/oder Frühgeschichte |      |             |      |
| aKD-ALSH-Nr. 003 182 | Grabmal > Großsteingrab | Steinkammer 1 | Neolithikum                  |      |             |      |
| aKD-ALSH-Nr. 003 183 | Grabmal > Grabhügel     | Grabhügel     | Vor- und/oder Frühgeschichte |      |             |      |
| aKD-ALSH-Nr. 003 184 | Grabmal > Grabhügel     | Grabhügel     | Vor- und/oder Frühgeschichte |      |             |      |
| aKD-ALSH-Nr. 003 185 | Grabmal > Grabhügel     | Grabhügel     | Vor- und/oder Frühgeschichte |      |             |      |
| aKD-ALSH-Nr. 003 186 | Grabmal > Grabhügel     | Grabhügel     | Vor- und/oder Frühgeschichte |      |             |      |
| aKD-ALSH-Nr. 003 500 | Grabmal > Grabhügel     | Grabhügel     | Vor- und/oder Frühgeschichte |      |             |      |
| aKD-ALSH-Nr. 003 501 | Grabmal > Grabhügel     | Grabhügel     | Vor- und/oder Frühgeschichte |      |             |      |
| aKD-ALSH-Nr. 003 502 | Grabmal > Grabhügel     | Grabhügel     | Vor- und/oder Frühgeschichte |      |             |      |